# Sancho (planeta)
Sancho (Mi Arae e, HD 160691 e) – planeta z rodzaju gazowy olbrzym krążąca wokół gwiazdy Cervantes (Mi Arae). Jej istnienie przewidywano już w 2002 roku, choć dokładniejsze informacje o planecie i jej orbicie uzyskał dopiero w 2006 roku zespół Francesco Pepe.

## Nazwa
Nazwa planety została wyłoniona w publicznym konkursie w 2015 roku. Sancho Pansa był giermkiem Don Kichota, bohatera powieści Miguela de Cervantesa „Don Kichot”. Nazwę planety zaproponowali pracownicy Planetario de Pamplona (Hiszpania).

## Charakterystyka
Sancho jest gazowym olbrzymem o masie co najmniej 1,8 razy większej niż masa Jowisza. Planeta orbituje w średniej odległości od gwiazdy wynoszącej 5,235 au.